# Fabio Mignanelli

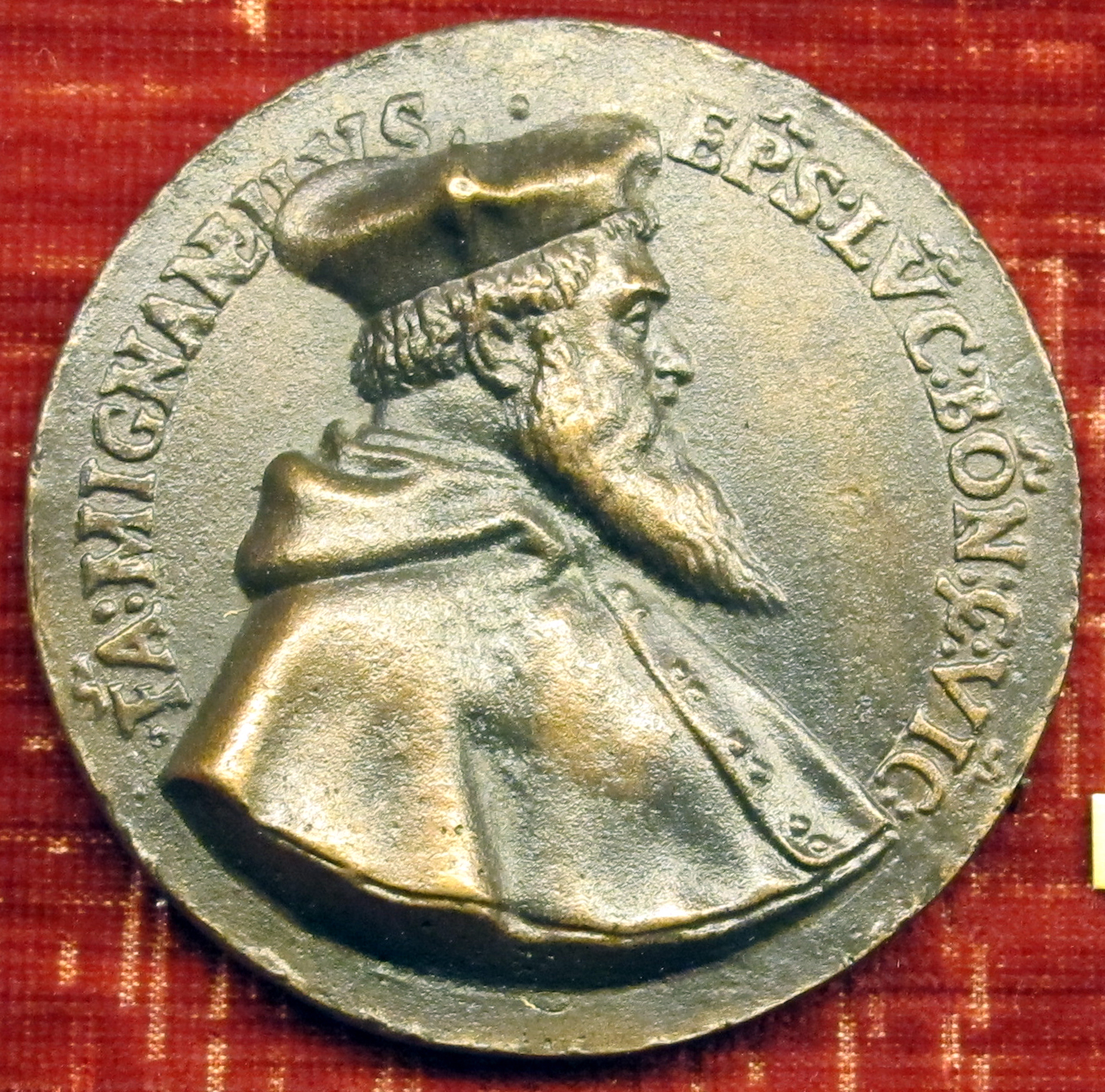
Fabio Mignanelli als Bischof von Lucera (Medaille)

Fabio Mignanelli (* 1496 in Siena; † 10. August 1557 in Rom) war ein Kardinal der Katholischen Kirche.

## Leben
Mignanelli war Professor an der Universität zu Siena, später Advokat in Rom. Er heiratete Antonina Capodiferro, die Schwester Kardinals Girolamo Recanati Capodiferro. Sie hatten gemeinsam einen Sohn. Als er Witwer wurde, trat er in den geistlichen Stand, wobei er sich jedoch Anfeindungen über eventuelle Bigamie und kriminelle Irregularitäten widersetzen musste. Er war zunächst in diplomatischen Diensten, unter anderem in der Republik Venedig im Jahre 1537, die er dazu bewog, ihre Allianz mit den Türken aufzugeben und in den Krieg gegen sie einzutreten. Im Jahre 1540 wurde er Bischof von Lucera. Papst Julius III. erhob Mignantelli am 20. November 1551 zum Kardinal und gab ihm die Titelkirche San Silvestro in Capite. In diesem Konsistorium wurde auch sein Verwandter Giovanni Michele Saraceni Kardinal. 1556 wechselte er zur Titelkirche Santi Giovanni e Paolo.